# صيدناني تاونسند
صيدناني تاونسند (الاسم العلمي:Tamias townsendii) (بالإنجليزية: Townsend's Chipmunk)‏ هو نوع من الحيوانات يتبع جنس الصيدناني من الفصيلة السنجابية.